# Halowe Mistrzostwa Świata w Lekkoatletyce 2003 – pięciobój kobiet
Pięciobój kobiet – jedna z konkurencji rozgrywanych podczas halowych mistrzostw świata w lekkoatletyce w 2003, zmagania w niej odbyły się 14 marca.
Do konkursu zgłoszonych zostało 8 zawodniczek z 7 państw.
Zawody w tej konkurencji wygrała reprezentantka Szwecji Carolina Klüft. Drugą pozycję zajęła zawodniczka z Białorusi Natalla Sazanowicz, trzecią zaś reprezentująca Francję Marie Collonvillé.

## Wyniki

### Bieg na 60 m ppł
Źródło: 
| Miejsce | Zawodniczka          | Państwo    | Wynik | Uwagi |
| ------- | -------------------- | ---------- | ----- | ----- |
| 1.      | Carolina Klüft       | Szwecja    | 8,19  | PB    |
| 2.      | Natalla Sazanowicz   | Białoruś   | 8,29  |       |
| 3.      | Maryna Breżyna       | Ukraina    | 8,32  |       |
| 4.      | Sonja Kesselschläger | Niemcy     | 8,37  | PB    |
| 5.      | Katja Keller         | Niemcy     | 8,45  |       |
| 6.      | Naide Gomes          | Portugalia | 8,50  | PB    |
| 7.      | Marie Collonvillé    | Francja    | 8,56  |       |
| 8.      | Anżeła Atroszczanka  | Turcja     | 8,71  |       |

### Skok wzwyż
Źródło: 
| Miejsce | Zawodniczka          | Państwo    | Wysokość (m) | Wysokość (m) | Wysokość (m) | Wysokość (m) | Wysokość (m) | Wysokość (m) | Wysokość (m) | Wysokość (m) | Wysokość (m) | Wysokość (m) | Wynik | Uwagi |
| Miejsce | Zawodniczka          | Państwo    | 1,65         | 1,68         | 1,71         | 1,74         | 1,77         | 1,80         | 1,83         | 1,86         | 1,89         | 1,92         | Wynik | Uwagi |
| ------- | -------------------- | ---------- | ------------ | ------------ | ------------ | ------------ | ------------ | ------------ | ------------ | ------------ | ------------ | ------------ | ----- | ----- |
| 1.      | Carolina Klüft       | Szwecja    | –            | –            | –            | XO           | O            | O            | O            | XO           | XO           | XXX          | 1,89  | PB    |
| 2.      | Marie Collonvillé    | Francja    | –            | –            | O            | O            | O            | O            | XO           | XO           | XXX          | –            | 1,86  | PB    |
| 3.      | Naide Gomes          | Portugalia | –            | O            | –            | O            | O            | O            | O            | XXX          | –            | –            | 1,83  |       |
| 4.      | Natalla Sazanowicz   | Białoruś   | –            | O            | O            | O            | XO           | O            | XO           | XXX          | –            | –            | 1,83  | PB    |
| 5.      | Sonja Kesselschläger | Niemcy     | O            | O            | O            | O            | XO           | XXX          | –            | –            | –            | –            | 1,77  |       |
| 6.      | Maryna Breżyna       | Ukraina    | O            | O            | O            | O            | XXO          | XXX          | –            | –            | –            | –            | 1,77  |       |
| 7.      | Katja Keller         | Niemcy     | O            | O            | O            | XO           | XXX          | –            | –            | –            | –            | –            | 1,74  | PB    |
| 8.      | Anżeła Atroszczanka  | Turcja     | O            | XO           | XXX          | –            | –            | –            | –            | –            | –            | –            | 1,68  |       |

### Pchnięcie kulą
Źródło: 
| Miejsce | Zawodniczka          | Państwo    | Podejście | Podejście | Podejście | Wynik | Uwagi |
| Miejsce | Zawodniczka          | Państwo    | #1        | #2        | #3        | Wynik | Uwagi |
| ------- | -------------------- | ---------- | --------- | --------- | --------- | ----- | ----- |
| 1.      | Natalla Sazanowicz   | Białoruś   | X         | 13,80     | 15,17     | 15,17 |       |
| 2.      | Carolina Klüft       | Szwecja    | 13,19     | 12,85     | 14,48     | 14,48 | PB    |
| 3.      | Sonja Kesselschläger | Niemcy     | 13,11     | 13,05     | 14,05     | 14,05 |       |
| 4.      | Naide Gomes          | Portugalia | 13,44     | X         | 13,13     | 13,44 |       |
| 5.      | Marie Collonvillé    | Francja    | 12,87     | X         | X         | 12,87 | PB    |
| 6.      | Katja Keller         | Niemcy     | 12,17     | 12,68     | 12,61     | 12,68 |       |
| 7.      | Maryna Breżyna       | Ukraina    | 11,94     | 12,38     | 12,33     | 12,38 |       |
| –       | Anżeła Atroszczanka  | Turcja     | DNS       | DNS       | DNS       | DNS   |       |

### Skok w dal
Źródło: 
| Miejsce | Zawodniczka          | Państwo    | Podejście | Podejście | Podejście | Wynik | Uwagi |
| Miejsce | Zawodniczka          | Państwo    | #1        | #2        | #3        | Wynik | Uwagi |
| ------- | -------------------- | ---------- | --------- | --------- | --------- | ----- | ----- |
| 1.      | Carolina Klüft       | Szwecja    | 6,61      | X         | X         | 6,61  | PB    |
| 2.      | Natalla Sazanowicz   | Białoruś   | 6,44      | 6,48      | 6,50      | 6,50  |       |
| 3.      | Marie Collonvillé    | Francja    | 6,14      | 6,04      | 6,40      | 6,40  | PB    |
| 4.      | Katja Keller         | Niemcy     | X         | 6,35      | 6,23      | 6,35  |       |
| 5.      | Naide Gomes          | Portugalia | 6,22      | 6,18      | 6,24      | 6,24  |       |
| 6.      | Sonja Kesselschläger | Niemcy     | 6,15      | 5,88      | 6,10      | 6,15  |       |
| 7.      | Maryna Breżyna       | Ukraina    | 5,35      | 6,02      | 5,98      | 6,02  |       |
| –       | Anżeła Atroszczanka  | Turcja     | DNS       | DNS       | DNS       | DNS   |       |

### Bieg na 800 m
Źródło: 
| Miejsce | Zawodniczka          | Państwo    | Wynik   | Uwagi |
| ------- | -------------------- | ---------- | ------- | ----- |
| 1.      | Marie Collonvillé    | Francja    | 2:15,06 |       |
| 2.      | Carolina Klüft       | Szwecja    | 2:15,58 |       |
| 3.      | Katja Keller         | Niemcy     | 2:19,25 |       |
| 4.      | Sonja Kesselschläger | Niemcy     | 2:20,41 |       |
| 5.      | Maryna Breżyna       | Ukraina    | 2:23,80 |       |
| 6.      | Naide Gomes          | Portugalia | 2:24,60 |       |
| 7.      | Natalla Sazanowicz   | Białoruś   | 2:25,04 |       |

### Ostateczna klasyfikacja
| Miejsce | Zawodniczka          | Państwo    | Konkurencje | Konkurencje | Konkurencje | Konkurencje | Konkurencje   | Wynik | Uwagi |
| Miejsce | Zawodniczka          | Państwo    | 60H         | HJ          | SP          | LJ          | 800           | Wynik | Uwagi |
| ------- | -------------------- | ---------- | ----------- | ----------- | ----------- | ----------- | ------------- | ----- | ----- |
| 01 !    | Carolina Klüft       | Szwecja    | 1086 (8,19) | 1093 (1,89) | 826 (14,48) | 1043 (6,61) | 885 (2:15,58) | 4933  |       |
| 02 !    | Natalla Sazanowicz   | Białoruś   | 1064 (8,29) | 1016 (1,83) | 872 (15,17) | 1007 (6,50) | 756 (2:25,04) | 4715  |       |
| 03 !    | Marie Collonvillé    | Francja    | 1004 (8,56) | 1054 (1,86) | 719 (12,87) | 975 (6,40)  | 892 (2:15,06) | 4644  |       |
| 4.      | Sonja Kesselschläger | Niemcy     | 1046 (8,37) | 941 (1,77)  | 797 (14,05) | 896 (6,15)  | 818 (2:20,41) | 4498  |       |
| 5.      | Naide Gomes          | Portugalia | 1017 (8,50) | 1016 (1,83) | 757 (13,44) | 924 (6,24)  | 762 (2:24,60) | 4476  |       |
| 6.      | Katja Keller         | Niemcy     | 1028 (8,45) | 903 (1,74)  | 706 (12,68) | 959 (6,35)  | 834 (2:19,25) | 4430  |       |
| 7.      | Maryna Breżyna       | Ukraina    | 1057 (8,32) | 941 (1,77)  | 686 (12,38) | 856 (6,02)  | 773 (2:23,80) | 4313  |       |
| –       | Anżeła Atroszczanka  | Turcja     | 971 (8,71)  | 830 (1,68)  | DNS         | DNS         | DNS           | DNF   |       |